# Monaco a 2024. évi nyári olimpiai játékokon
Monaco a franciaországi Párizsban megrendezett 2024. évi nyári olimpiai játékok egyik részt vevő nemzete volt. Az országot az olimpián 5 sportágban 6 sportoló képviselte, akik érmet nem szereztek.

## Asztalitenisz
Női
| Versenyző    | Versenyszám | Selejtező         | 64-es főtábla                                             | 32-es főtábla     | Nyolcaddöntő      | Negyeddöntő       | Elődöntő          | Döntő             | Helyezés |
| Versenyző    | Versenyszám | Ellenfél Eredmény | Ellenfél Eredmény                                         | Ellenfél Eredmény | Ellenfél Eredmény | Ellenfél Eredmény | Ellenfél Eredmény | Ellenfél Eredmény | Helyezés |
| ------------ | ----------- | ----------------- | --------------------------------------------------------- | ----------------- | ----------------- | ----------------- | ----------------- | ----------------- | -------- |
| Xiaoxin Yang | Egyes       | erőnyerő          | Hana Matelová (CZE) · 13–15, 2–11, 11–8, 11–6, 5–11, 7–11 | kiesett           | kiesett           | kiesett           | kiesett           | kiesett           | 33.      |

## Atlétika
Női
| Versenyző               | Versenyszám | Selejtező | Selejtező | Selejtező | Előfutam | Előfutam | Előfutam | Elődöntő | Elődöntő | Elődöntő | Döntő   | Döntő    |
| Versenyző               | Versenyszám | Idő       | Hely.     | Össz.     | Idő      | Hely.    | Össz.    | Idő      | Hely.    | Össz.    | Idő     | Helyezés |
| ----------------------- | ----------- | --------- | --------- | --------- | -------- | -------- | -------- | -------- | -------- | -------- | ------- | -------- |
| Marie-Charlotte Gastaud | 100 m       | 12,41     | 6.        | 21.       | kiesett  | kiesett  | kiesett  | kiesett  | kiesett  | kiesett  | kiesett | kiesett  |

## Cselgáncs
Férfi
| Versenyző     | Versenyszám | 32-es főtábla     | Nyolcaddöntő                    | Negyeddöntő       | Elődöntő          | Vigaszág elődöntő | Bronz- mérkőzés   | Döntő             | Helyezés |
| Versenyző     | Versenyszám | Ellenfél Eredmény | Ellenfél Eredmény               | Ellenfél Eredmény | Ellenfél Eredmény | Ellenfél Eredmény | Ellenfél Eredmény | Ellenfél Eredmény | Helyezés |
| ------------- | ----------- | ----------------- | ------------------------------- | ----------------- | ----------------- | ----------------- | ----------------- | ----------------- | -------- |
| Marvin Gadeau | Nehézsúly   | erőnyerő          | Andy Granda (CUB) · 00(1)–10(1) | kiesett           | kiesett           | kiesett           | kiesett           | kiesett           | 9.       |

## Evezés
Férfi
| Versenyző          | Versenyszám  | Előfutam | Előfutam | Vigaszág | Vigaszág | Negyeddöntő | Negyeddöntő | Elődöntő | Elődöntő | Elődöntő | Döntő | Döntő   | Döntő | Helyezés |
| Versenyző          | Versenyszám  | Idő      | Hely.    | Idő      | Hely.    | Idő         | Hely.       | Típus    | Idő      | Hely.    | Típus | Idő     | Hely. | Helyezés |
| ------------------ | ------------ | -------- | -------- | -------- | -------- | ----------- | ----------- | -------- | -------- | -------- | ----- | ------- | ----- | -------- |
| Quentin Antognelli | Egypárevezős | 7:02,15  | 4.       | 7:10,00  | 1.       | 6:58,89     | 5.          | C/D      | 7:14,32  | 5.       | D     | 6:54,93 | 1.    | 19.      |

## Úszás
Férfi
| Versenyző    | Versenyszám | Előfutam | Előfutam | Előfutam | Döntő   | Döntő    |         |
| Versenyző    | Versenyszám | Idő      | Hely.    | Össz.    | Idő     | Helyezés |         |
| ------------ | ----------- | -------- | -------- | -------- | ------- | -------- | ------- |
| Théo Druenne | 800 m gyors | 8:25,01  | 7.       | 31.      | kiesett | kiesett  | kiesett |

Női
| Versenyző | Versenyszám      | Döntő     | Döntő    |
| Versenyző | Versenyszám      | Idő       | Helyezés |
| --------- | ---------------- | --------- | -------- |
| Lisa Pou  | 10 km nyílt vízi | 2:07:05,4 | 18.      |